# Modrásek podobný
Modrásek podobný (Plebejus argyrognomon) je druh denního motýla z čeledi modráskovitých (Lycaenidae). Rozpětí jeho křídel je 28 až 32 mm. Samci mají modrá křídla s úzkými tmavými lemy. Samice jsou hnědé a na zadních křídlech mají oranžové příkrajní skvrny, které jsou více či méně výrazné. Na rubu zadních křídel mají obě pohlaví při vnějším okraji oranžový pruh a černé příkrajní skvrny, které jsou pokryté modrými šupinami. Motýl je velmi podobný dalším druhům rodu Plebejus. Od Modráska obecného (Plebejus idas), který se často vyskytuje na stejných lokalitách, se dá s jistotou odlišit pouze podle kopulačních orgánů.

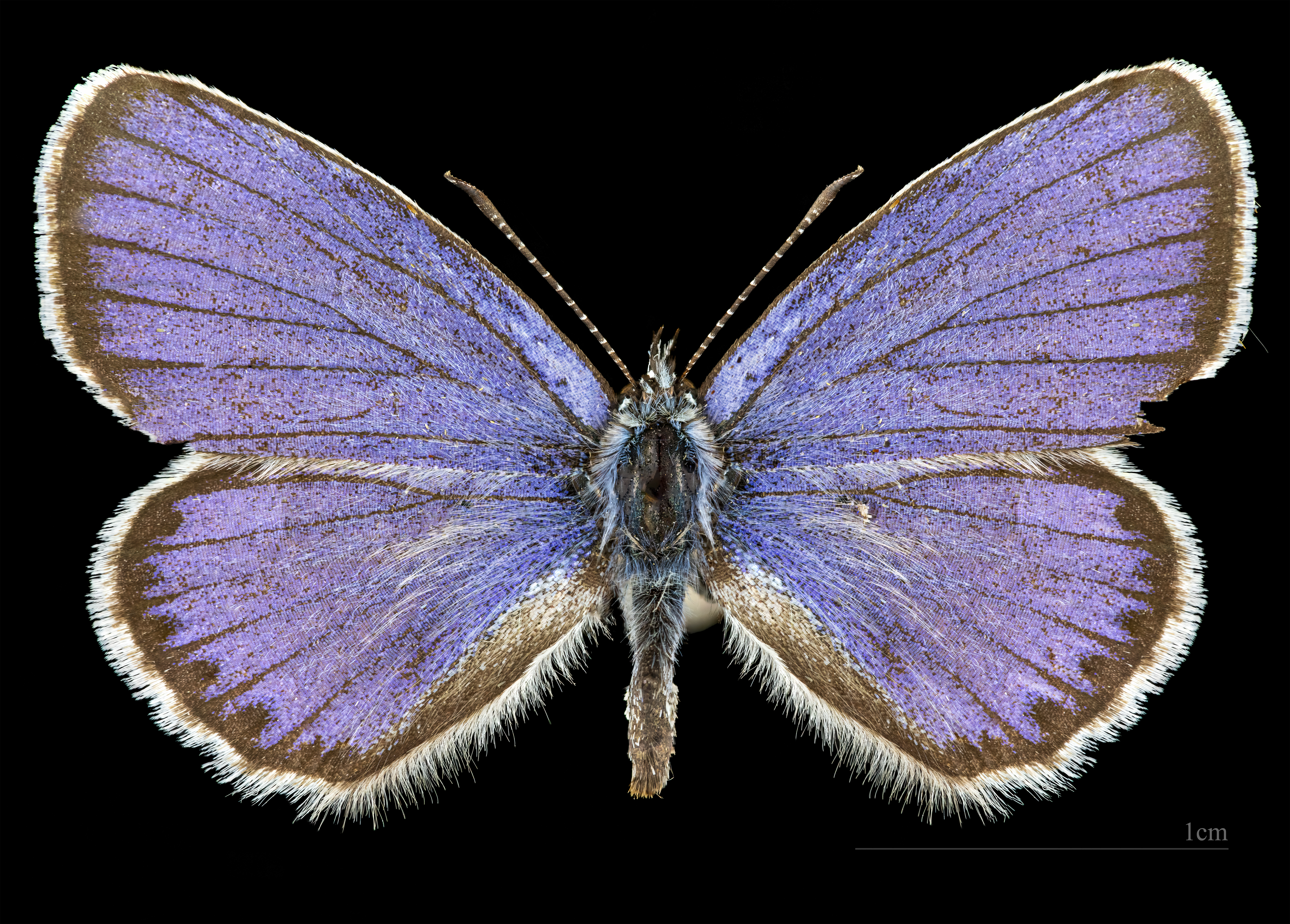
Plebejus a. argyrognomon ♂
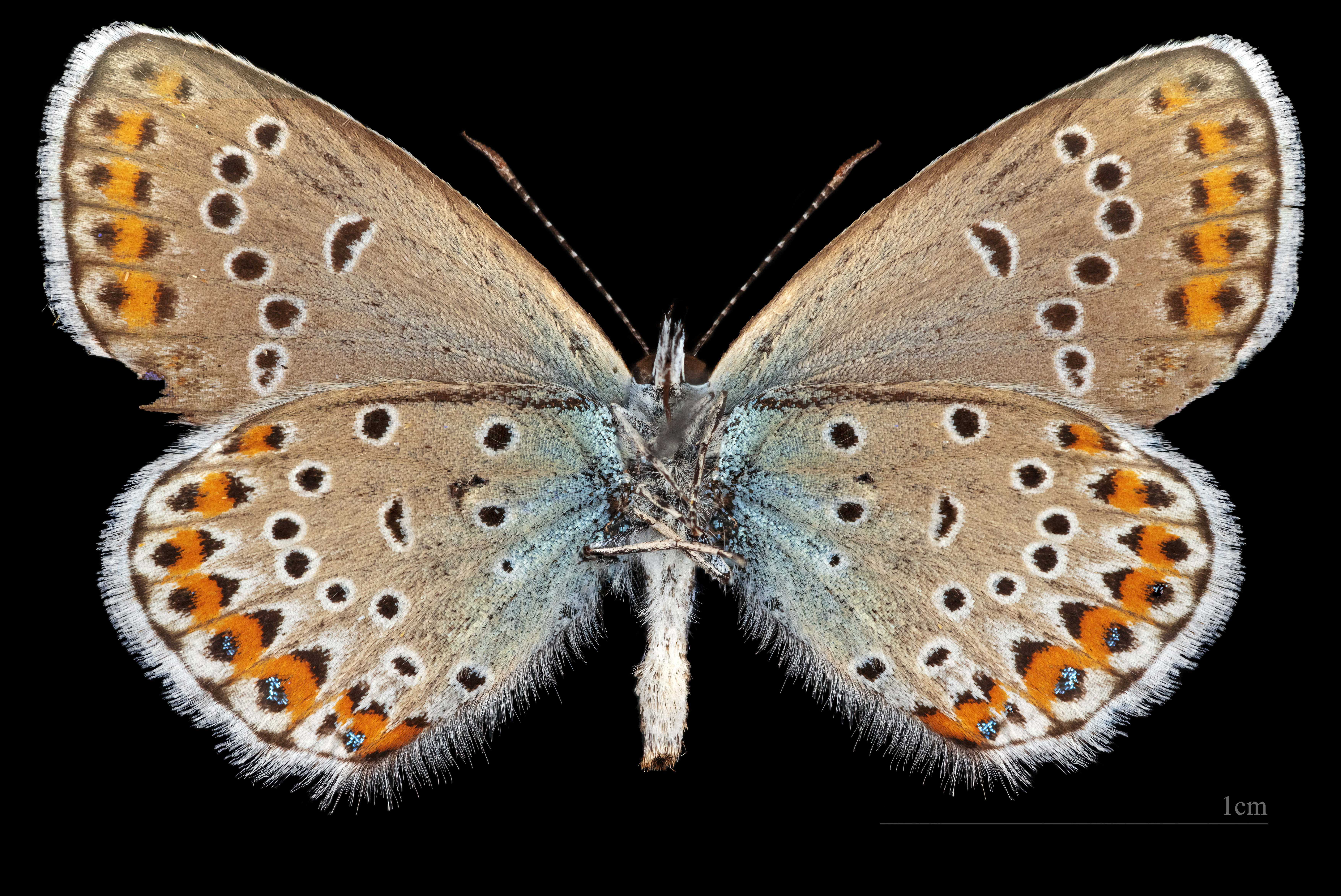
♂ △
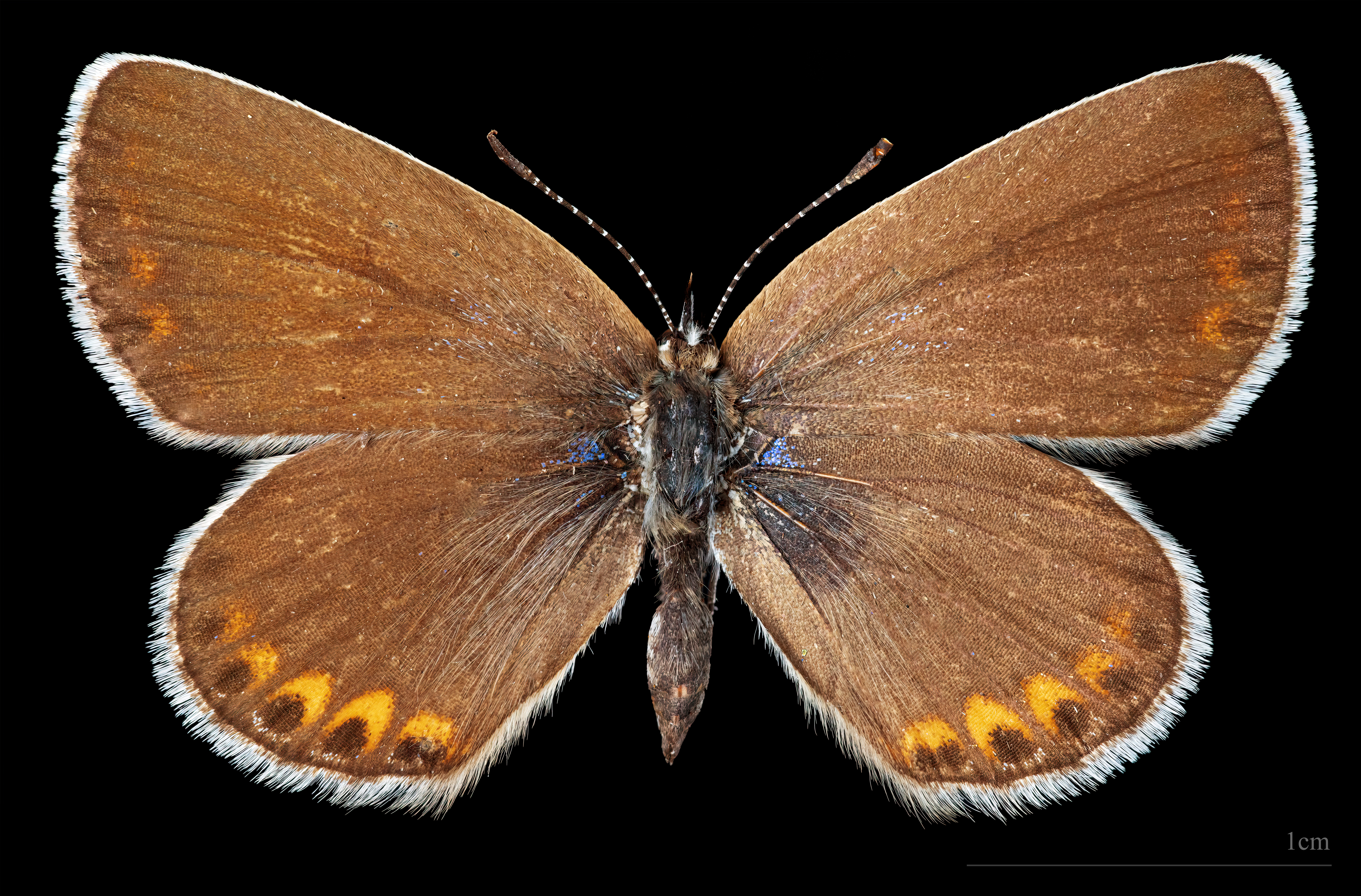
♀
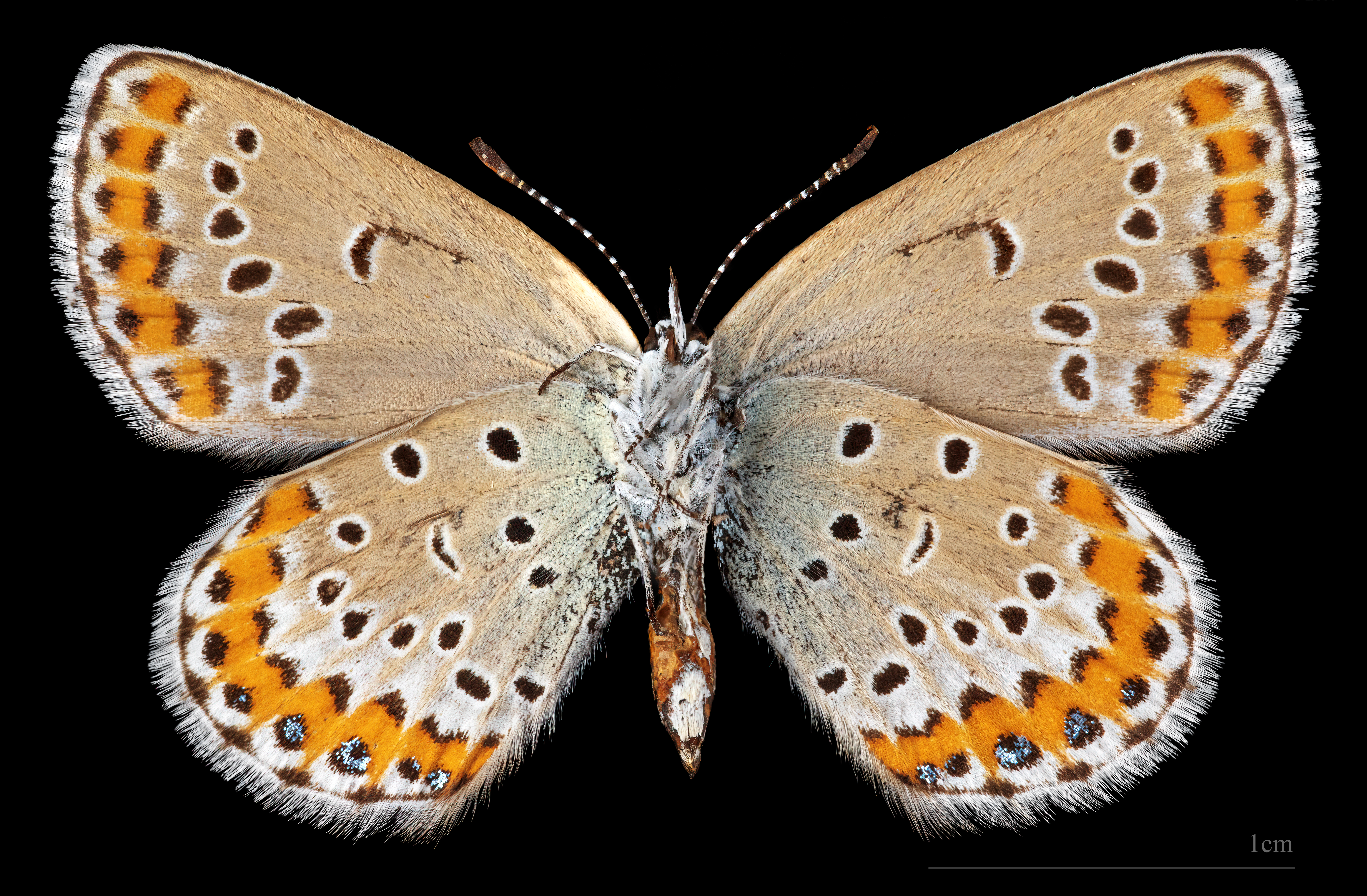
♀ △

## Výskyt

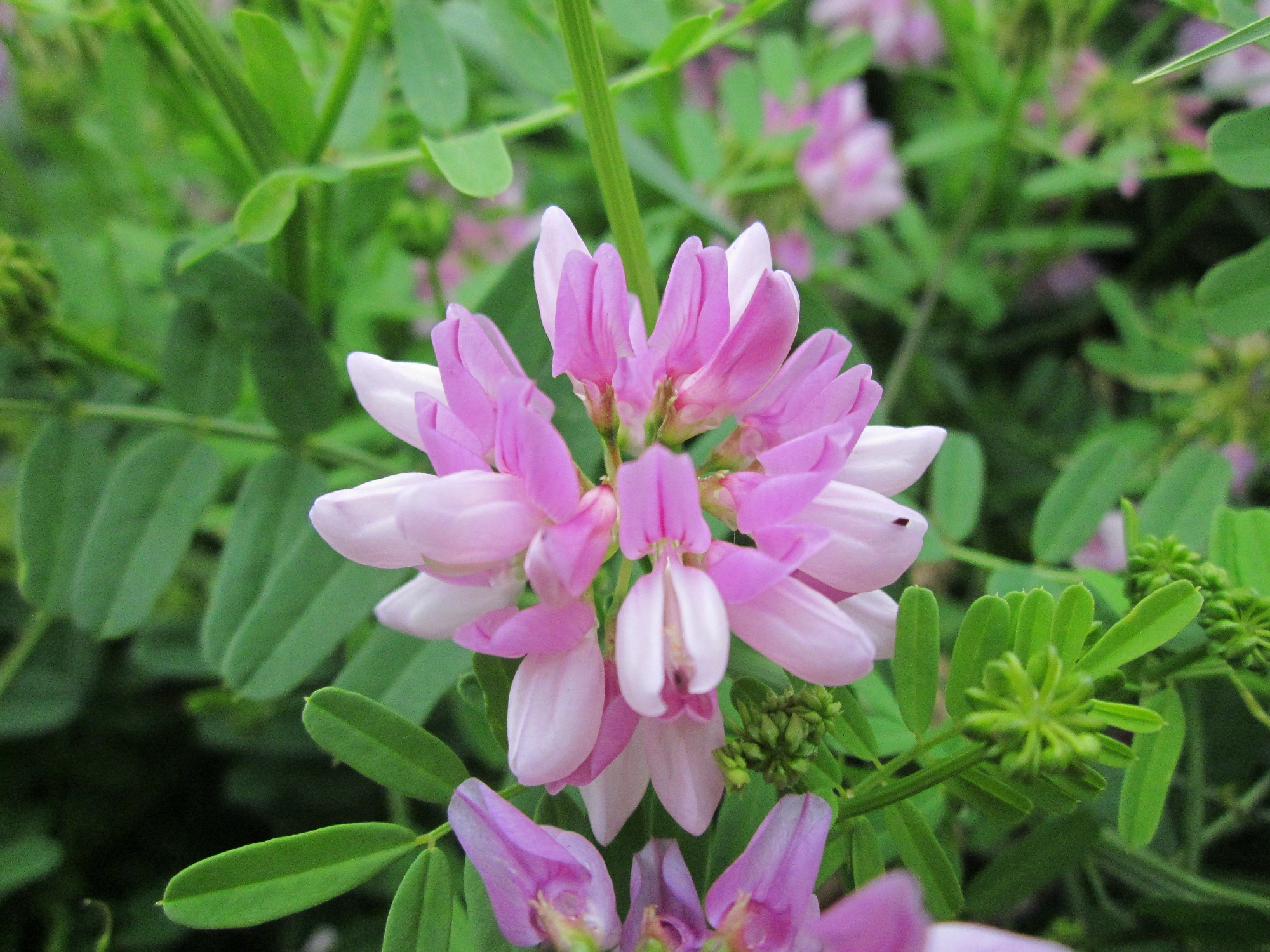
Čičorka pestrá

Motýl je rozšířený od Francie přes střední Evropu, Itálii a Balkán až po Turecko. Izolované populace modráska podobného jsou na jihu Norska a Švédska a na území Litvy. V České republice je tento druh rozšířený lokálně a v některých oblastech jako například v okolí Prahy a v Českém středohoří je i poměrně hojný. Vyskytuje se hojně i na střední a jižní Moravě. Motýl obývá sušší stanoviště jako jsou stepi, suché pastviny a louky, silniční náspy, pískovny, lomy a okraje lesů.

## Chování a vývoj
Hlavními živnými rostlinami modráska podobného jsou čičorka pestrá (Securigera varia), štírovník růžkatý (Lotus corniculatus) a kozinec sladkolistý (Astragalus glycyphyllos). Samice klade vajíčka jednotlivě na živné rostliny. Housenky se živí listy a zprvu vytvářejí okénkovité požerky. Později konzumují listy celé. Tento druh modráska je příležitostně myrmekofilní. Přezimuje vyvinutá housenka ve vajíčku. Motýl je dvougenerační (bivoltinní) a jeho dospělce lze pozorovat od května do června a od července do počátku září.

## Ochrana a ohrožení
Motýl na území České republiky není ohrožen a obývá často i narušená stanoviště jako jsou náspy, lomy a pískovny. Mohlo by ho ohrozit zarůstání vhodných lokalit.